# قائمة الشركات في السعودية

موقع المملكة العربية السعودية

المملكة العربية السعودية هي دولة عربية ذات سيادة تقع في غرب آسيا وتشكل الجزء الأكبر من شبه الجزيرة العربية . يعتمد الاقتصاد الموجه للبلاد على النفط ولكنه يتنوع ببطء. وفي عام 2017، جاءت 58% من إيرادات الموازنة و85% من عائدات التصدير من صناعة النفط.   وتخطط البلاد لخفض الإيرادات المعتمدة على النفط إلى 42% بحلول عام 2023.  نسبة كبيرة من الشركات للنقل السعودية مملوكة لعائلات، بما في ذلك العائلة المالكة .
الشركات العامة مدرجة في تداول . لمزيد من المعلومات حول أنواع الكيانات التجارية في هذا البلد واختصاراتها، راجع " الكيانات التجارية في المملكة العربية السعودية ".

## أكبر الشركات
تستعرض هذه القائمة جميع الشركات السعودية المتضمنة في قائمة فورتشن جلوبال 500 والتي تصنف أكبر الشركات في العالم من حيث الإيرادات السنوية. الجدول أدناه يرد الأرقام بملايين الدولارات الأمريكية وهي للسنة المالية 2018.  الجدول مُدرج به أيضاً المقر الرئيسي للشركة، صافي الربح، عدد الموظفين الإجمالي وقطاع كل شركة.
| المرتبة | ترتيب فورتشن 500 | الاسم                             | الصناعة       | الإيرادات (بمليارات الدولارات الأمريكية) | الأرباح (بمليارات الدولارات الأمريكية) | الموظفين | مقر          |
| ------- | ---------------- | --------------------------------- | ------------- | ---------------------------------------- | -------------------------------------- | -------- | ------------ |
| 1       | 6                | أرامكو السعودية                   | النفط والغاز  | 355905                                   | 110974                                 | 76418    | الظهران      |
| 2       | 252              | السعودية للصناعات الأساسية (سابك) | مواد كيميائية | 45096                                    | 5738                                   | 33000    | مدينة الرياض |

## شركات بارزة

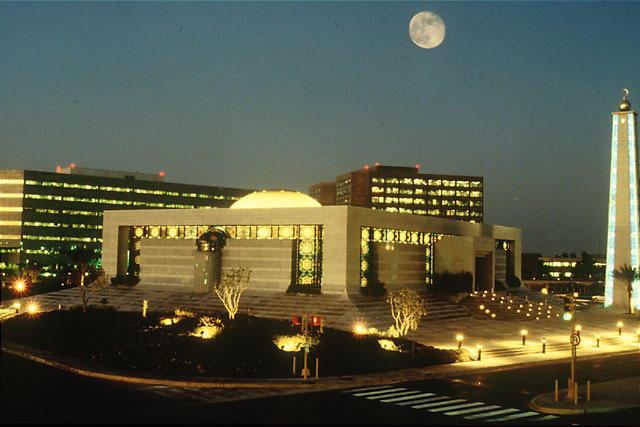
ارامكو السعودية فيظهران
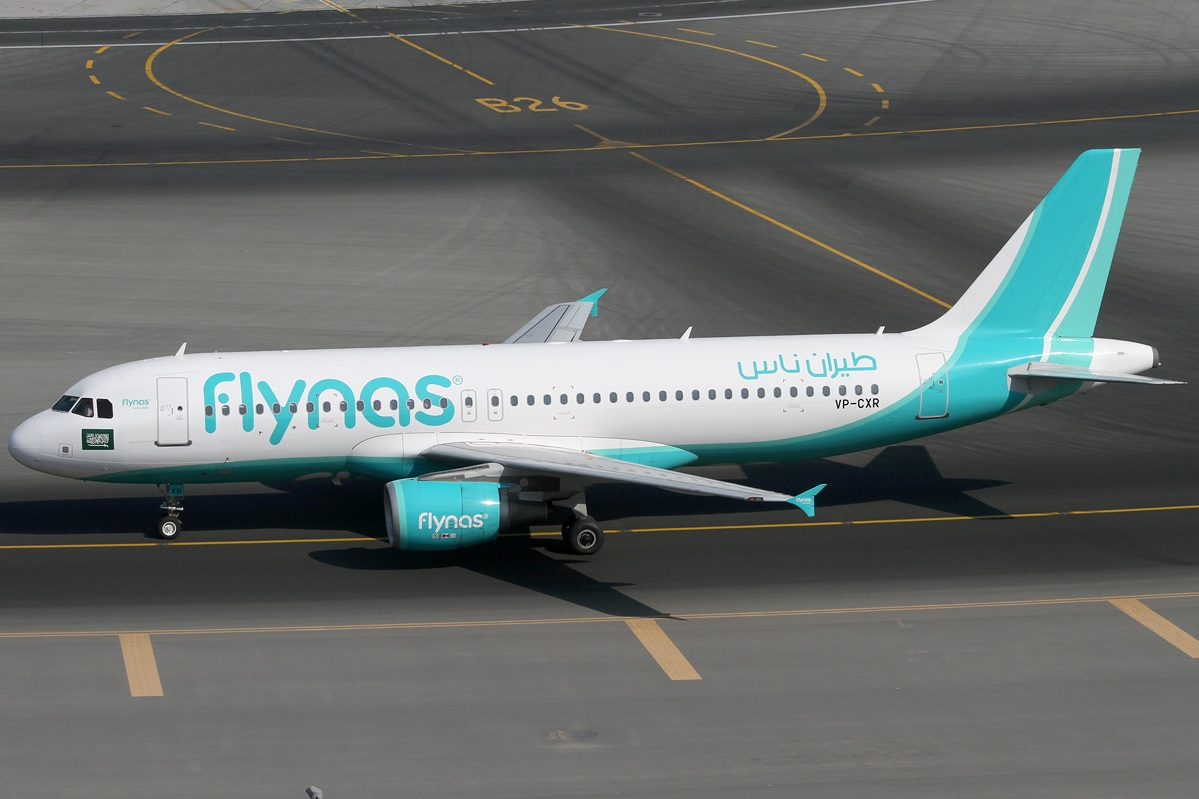
طيران ناس إيرباص A320-214 في مطار دبي الدولي

تتضمن هذه القائمة الشركات البارزة والتي يقع مقرها الرئيسي في المملكة. تتبع الصناعة والقطاع التصنيف المعياري لتصنيف الصناعة. يتم تضمين المنظمات التي توقفت عن العمل ويشار إليها على أنها منتهية الصلاحية.